# Арктична експедиція Пірі (1908—1909)
Експедиція Пірі 1908—1909 років — шоста арктична експедиція Роберта Пірі і його третя спроба досягнути Північного полюсу, яка успішно закінчилася 6 квітня 1909 року. За словами керівника, завершувала його 23-річну боротьбу за підкорення Північного полюсу. Експедиція ставила перед собою суто спортивні завдання, тому її вклад у розвиток науки незначний. Відразу після повернення досягнення Пірі було взято під сумнів Ф. Куком, який заявив, що досяг Північного полюсу раніше — 21 квітня 1908 року. Крапка у цій дискусії не поставлена і до сьогодні, а у другій половині XX століття набули поширення версії, що Пірі взагалі не був на Північному полюсі.

## Передісторія

### Спроби досягнення Південного полюсу до Пірі
Перші спроби дійти до Північного полюсу по поверхні пакових льодів сягають початку XIX століття. Вдалу спробу використання санок, у які запрягали людей, здійснив англійський офіцер Вільям Паррі, який досяг у липні 1827 року 82° 45’ пн. ш. Експедиція відправлялась зі Шпіцбергена. Із середини XIX століття американські експедиції Кейна та Хейса вперше спробували пробитися у високі широти Арктики зі сторони Гренландії та Канадського арктичного архіпелагу. Характерно, що американці прагнули потрапити на полюс зі сторони протоки Сміт — цей маршрут в історичній літературі так і називається «американським» (хоча першим описав його російський офіцер Ф. П. Врангель). У 1871 році американець Чарльз Холл досягнув на судні «Поларіс» 82° 11’ пн. ш., але рекорд Паррі так і не був побитий. Тим же шляхом пішла британська експедиція Нерса на кораблях «Алерт» і «Дискавері», але у навігацію 1875 року змогла дійти тільки до 82° 24’ пн. ш. У травні 1876 року полюсний загін  Альберта Маркема побив рекорд Паррі на 35’, а саме на 65 км. Підсумком експедиції стала тверда впевненість її керівника у тому, що Північний полюс неможливо підкорити. Маркем у цьому поході застосував систему допоміжних загонів забезпечення.
Скепсис британців не засмутив видавця газети ''New York Herald'' Дж. Беннета, і у  1879 році він став головним спонсором експедиції морського офіцера  Джорджа де Лонга на яхті «Жаннетта». Експедиція повинна була пройти до полюса від Берингової протоки, але у вересні 1879 року судно потрапило в льоди Чукотського моря. Дрейф проходив у північно-західному напрямку, у липні 1880 року  «Жаннетта» була роздавлена льодами на 77° 15’ пн. ш. — північніше Новосибірських островів і за 800 км від населеної землі. Учасники експедиції спрямували свій шлях до материка на трьох вельботах, один із яких з усіма людьми пропав безвісти, а група   де Лонга на чолі з командиром (11 людей) у повному складі загинула у дельті  Лени через голод. Із 30 учасників експедиції вижило троє. Ці втрати були першими в історії полюсних експедицій.
У 1884 році у європейській пресі з'явились відомості про знахідку предметів експедиції «Жаннетти» на південно-східному узбережжі Гренландії. Норвезький метеоролог Хенрік Мон висловив думку про існування трансполярної течії і дрейфу льодовиків від Берингової протоки через Північний полюс до Гренландії. Це означало, що якби  у де Лонга було більш міцне судно, то його задум виявився б успішним. Новим великим проривом стала Норвезька полярна експедиція 1893—1896 років, яка була організована принципово іншим способом: спеціально побудоване льодове судно «Фрам» було вморожене у пакові льоди західніше  Новосибірських островів, які понесли експедицію на північний захід, але течія не проходила через навколополюсний район. Під час експедиції її очільник  Фрітьйоф Нансен досягнув на нартах, запряжених 28 їздовими собаками, 86° 13’ 36" пн. ш. 8 квітня 1895 року. Суворі вітри та течії не дозволили норвежцям пройти 400 км, які їх відокремлювали від полюса.
Результати Нансена були покращені 25 квітня 1900 капітаном Умберто Каньї із експедиції Луїджі Амедео ді Савоя. Базуючись на Землі Франца-Йосифа, італійці досягли 86° 34’ пн. ш., перевищивши показники  Нансена приблизно на 21’ (а саме близько 22 морських миль). Це було досягнуто ціною дуже великих жертв — троє учасників походу загинули. Характерно, що рекорд був поставлений недосвідченими полярниками за допомогою надлишкової кількості їздових собак — більше 100 — і застосування системи допоміжних загонів .
Наступні спроби досягнути Північного полюсу, які здійснювалися на початку XX століття (наприклад, експедиція Ціглера), в основному здійснювалися з архіпелагу Шпіцберген або із Замлі Франца-Йосифа, оскільки «американський шлях» монополізував Роберт Пірі, який не визнавав конкурентів.
На думку, гляціолога та історика полярних досліджень В. С. Корякіна, результати спроб досягнути Південний полюс до початку XX століття були наступними: 
1. Проблема полюса виникла у зв'язку зі спробами знайти прямий шлях із Європи у басейн Тихого океану;
2. Історично першою базою досягнення полюса був архіпелаг Шпіцберген, який освоювався європейськими моряками із XVII століття, інші маршрути досягнення полюсу були розвідані пізніше;
3. У середині  XIX століття був прокладений «американський шлях» по системі проток, які відокремлювали о. Елсмір від Гренландії, використання інших маршрутів — від Берингової протоки, Землі Франца-Йосифа або Гренландії — виглядає на цьому фоні достатньо випадковим;
4. «Американський шлях» мав важливу перевагу — можливість використання робочої сили і полярного досвіду ескімосів Північної Гренландії, які у першу чергу надавали їздових собак, будували іглу тощо;
5. Із середини XIX століття основну ініціативу досліджень високих широт Арктики захопили дослідники США, роль інших націй, у тому числі британців і норвежців, у кількісному відношенні не виглядає значною;
6. Досягнення Північного полюсу припало на історичний період, коли відкриття нових земель і архіпелагів — ліквідація «білих плям» на карті світу  - практично завершилось, а вивчення природних процесів тільки починалось із позицій єдиного глобального процесу;
7. Полюсні експедиції виявили ступінь можливостей людського організму, показали вичерпність традиційних методів і поставили на повістку дня використання нових технічних засобів, у першу чергу транспортних[12].

### Експедиції Пірі 1886—1906 років
Роберт Пірі, хоча і зацікавився Арктикою випадково, вважав досягнення Північного полюсу справою усього свого життя. Із 63 прожитих років 23 він присвятив експедиціям, пробувши на Крайній Півночі загалом 18 років (5 років зайняла підготовка до походів). Цікаво, що як і Нансена, Пірі зацікавив звіт Норденшельда, якому вдалося у 1883 році досить далеко проникнути вглиб льодового щита Гренландії. Хоча ВМФ США і відмовив у фінансуванні, Пірі вирішив їхати до Гренландії за власні кошти, більшу частину яких (500 доларів) йому надала мати.
Пірі здійснив наступні експедиції:
1. Гренландія, 1886 р. Пірі прибув у  Годхавн на маленькій яхті Eagle. Тут він купив двоє нарт, винайняв 8 ескімосів і 23 липня вирушив вглиб льодовика. Його супроводжував також помічник датського губернатора Крістіан Майгор (Christian Maigaard). Пройшовши за 26 днів  100 миль (160 км), досягнувши висоти 2294 м, Пірі був змушений повернутися: провіанту залишилося на 6 днів [8]. Після закінчення експедиції Пірі був змушений витратити 5 років на пошук засобів для наступного походу, у результаті чого Гренландію у 1888 році перетнули Нансен та Свердруп без використання собак і за зовсім іншим маршрутом. Однак Пірі  був сильно ображений на  Нансена, вважаючи, що той скористався його ідеєю[13].
2. Гренландія, 1891—1892 рр. У експедиції брали участь норвежець Ейвін Аструп, лікар Фредерік Кук, Метью Хенсон — беззмінний слуга та асистент Пірі з 1887 року[8] — та дружина Пірі -  Джозефіна Дібіч (Josephine Diebitsch). Пірі з Аструпом стартував 8 квітня 1892 року із Китової протоки на двох нартах і 13 собаках. Вони подолали 1200 миль вперше досягнувши північного узбережжя Гренландії. Ця експедиція забезпечила Пірі репутацію великого полярного дослідника, тому значно полегшився збір засобів для наступних походів[8].
3. Гренландія, 1893—1895 рр. Експедиція проходила біля північно-західного узбережжя Гренландії, у ній також брали участь Е. Аструп та Джозефіна Пірі. Пірі відкрив на мисі Йорк гігантський залізний метеорит, зумівши вивезти найбільші його уламки і продав їх  Музею природничої історії у  Нью-Йорку. Навесні 1895 року Пірі знову досягнув північного берега Гренландії, відкривши Землю Пірі. Він прийшов до висновку, що ці місця є єдино можливою базою для досягнення Північного полюсу. Під час зимівлі народилася донька РОберта і Джозефіни Пірі — Мері-Анігіто (названа на честь метеорита)[8].
4. Гренландія та о. Елсмір, 1898—1902 рр. Перша експедиція Пірі, яка ставила перед собою мету досягнення Північного полюсу. Фінансував її Арктичний клуб Пірі, заснований кількома представниками американської еліти. Експедиційне судно — яхта Windward, яка до цього слугувала Джексону. Початковою базою походу став Форт-Конгер на узбережжі о. Елсмір, але важкі льодові умови залишили судно за 150 миль від мети. Споряджати базу довелось в умовах полярної ночі, морози сягали до −67 °C, внаслідок чого Пірі відморозив 8 пальців на ногах, які довелось ампутувати. Однак уже навесні 1899 року Пірі знову відбув до північного узбережжя Гренландії. Паралельно з Пірі на о. Елсмір працювала експедиція Отто Свердрупа на «Фрамі», яку керівник вважав своїми конкурентами у боротьбі за полюс. Через це так і не відбулася зустріч двох знаменитих полярників[14]. Пірі досягнув мису Вашингтон (82° 23’ пн. ш.), який вважав крайньою північною точкою суходолу і найкращою відправною базою походу до полюса. У 1899 році Арктичний клуб направив судно з припасами, що дозволило продовжити перебування експедиції в Арктиці. У 1900 році Пірі досягнув північної точки Гренландії — мису Джесепа. Найбільшим досягненням експедиції Пірі стало встановлення обрисів північного узбережжя Гренландії та Землі Гранта (північної частини о. Елсмір). Навесні 1902 року Пірі вийшов від  мису Хекла  у супроводженні Хенсона і чотирьох ескімосів до Північного полюсу. Зона значних проталин зупинила їх на 84° 17’ пн. ш. Це була остання експедиція Пірі, у якій брав участь  Фредерік Кук[8].
5. Центральна Арктика, 1905—1906 рр. Для експедиції було побудовано спеціальне судно «Рузвельт», назване на честь президента США. Завдяки м'якій погоді вдалось пройти до  мису Шерідан, куди також було доставлено 200 собак і 50 ескімосів. Пірі вперше застосував систему проміжних складів і допоміжних загонів. До Північного полюсу вийшли 6 березня 1906 року. Пірі супроводжував Хенсон і 6 ескімосів. Значні льодові поля, які дрейфували у східному напрямку, та сильні хуртовини не дозволили пройти до полюса. Пірі вирішив хоча б побити рекорд У. Каньї і 21 квітня досягнув 87° 06’ пн. ш., до полюса залишалось 320 км. Через дрейфуючий лід загін вийшов до північного узбережжя Гренландії, продуктові запаси повністю вичерпались. Повернутися вдалось тільки випадково виявивши табун  вівцебиків. Після повернення Пірі був нагороджений урядом США і вирішив здійснити останню спробу підкорення Північного полюсу[8].

## Підготовка експедиції

### План
Плани походу до полюсу Пірі обнародував у кількох періодичних виданнях на початку травня 1908 року. «Рузвельт» мав пройти протоками Белл-Айл та Девісовою і морем Баффіна до Китової затоки, де, взявши на борт собак та ескімосів, іти до мису Шерідан на зимівлю. Санний похід розпочнеться від мису Колумбія у лютому. Курс буде прокладатися з ухилом на північний захід, щоб компенсувати східний дрейф льоду. За словами Пірі, план спрацював до деталей.

### Спорядження, фінанси

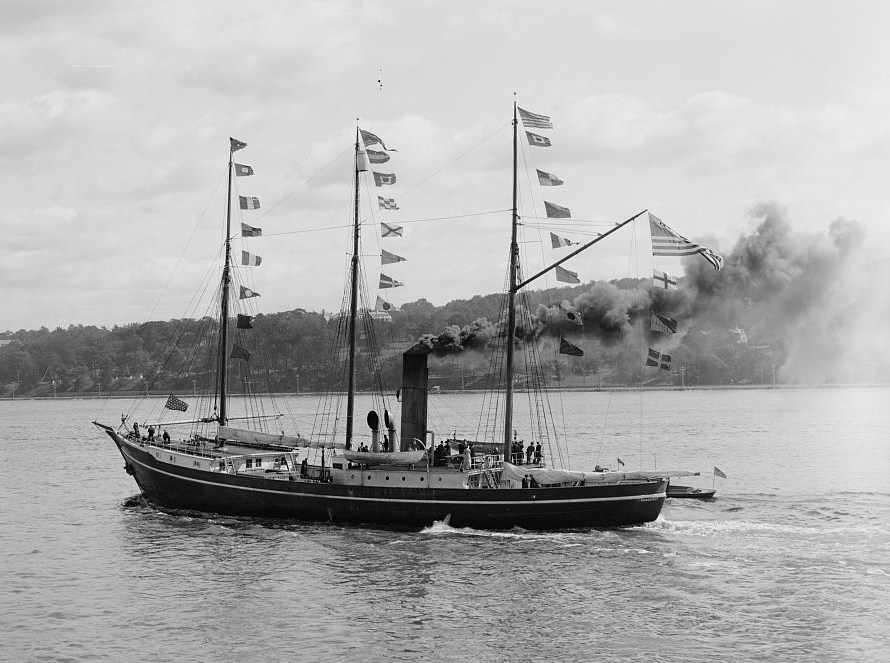
«Рузвельт» на р. Гудзон у 1909 році

Спорядження походу до полюса ускладнювалося наслідками економічної кризи 1907 року. Пірі писав:
| Ремонт та переробки на «Рузвельті» спустошили касу клубу. А нам ще були потрібні гроші для закупівлі припасів та спорядження, для виплати зарплати команді та на поточні витрати. Джесепа не було з нами; країна ще не відійшла від фінансового краху, який охопив її минулою осінню; всі збідніли. <…> …Гроші надходили повільно. Про них були всі мої думки, навіть уві сні вони не давали мені спокою, переслідуючи мене. Це була тяжка, безпросвітна, повна відчаю пора, коли надії усього мого життя день від дня зникали, то прибували знову. |

Пірі мав фінансову підтримку представників американської еліти, у першу чергу — банкіра Морріса Джесупа. Джесуп помер у січні 1908 року, однак найбільшу пожертву зробила його вдова.  Одним із спонсорів був президент США  Теодор Рузвельт (як приватна особа). Вартість експедиційного судна становила 100 тис. доларів, але похід 1905—1906 рр. показав, що необхідно закріпити корпус і замінити паровий котел, на що потрібно було ще 75 тис. Крім внесків членів арктичного клубу у США була відкрита національна підписка і багато людей надіслало дрібні суми від 1 до 100 дол., в останній момент массачусетський виробник паперу Зенас Крейн надав 10 000 дол. Підтримку надало і Національне географічне товариство. Загальну суму витрат на експедицію Пірі, однак, не називав.
Парусно-парове судно експедиції — «Рузвельт» (Roosevelt) — мало дерев'яну конструкцію, довжина якого 182 футів (56 м), ширина 35 футів (10,6 м), і усадка в 16 футів (4,8 м) при водозаміщенні 1600 т. Корпус був яйцеподібної форми, призначений для видавлювання льодами на поверхню, товщина деяких деталей  (наприклад, форштевня) досягала 30 дюймів (76 см). Житлові приміщення членів експедиції знаходились у палубній надбудові, яка займала всю ширину судна від  грот- до бізань-щогли над машинним відділенням, їх системи всередині були обшиті сосновими дошками, пофарбованими у білий колір; каюта Пірі була оснащена ванною. Про які-небудь конструкційні особливості і навіть потужності парової машини Пірі у звітах не згадував.
Експедиція була добре забезпечена продуктами харчування, хоча, за словами самого Пірі, «різноманітністю вони  не відрізнялися». Було 16 000 фунтів борошна (7 250 кг), 1000 фунтів кави (454 кг), 800 фунтів чаю (363 кг), 10 000 фунтів цукру (4 536 кг), 7000 фунтів бекону (3175 кг), 10 000 фунтів сухарів, 3000 фунтів пеммікану (13 608 кг), 3000 фунтів сушеної риби (1 360 кг), 1 000 фунтів тютюну для куріння. Окрім того — 100 ящиків згущеного молока і 3500 галонів гасу (1 3252 л). Нестачу вітамінів та інших речовин компенсувався полюванням на тюленів, моржів та вівцебиків.

Для моїх експедицій характерно те, що ми ніколи не брали з собою м'яса. У цьому відношенні я завжди опирався на підніжні ресурси. Метою зимового полювання є саме м'ясо, а не розваги, як дехто думає.

Раціон харчування у санних походах був обмеженим:  1 фунт пеммікану (454 г), 1 фунт сухарів, 4 унції згущеного молока (113 г), ½ унції чайної заварки (14 г) і 6 унцій (1,77 децилітра) рідкого палива для їх приготування. І на зимівлях, і під час походів американські учасники експедиції харчувались двічі на день.

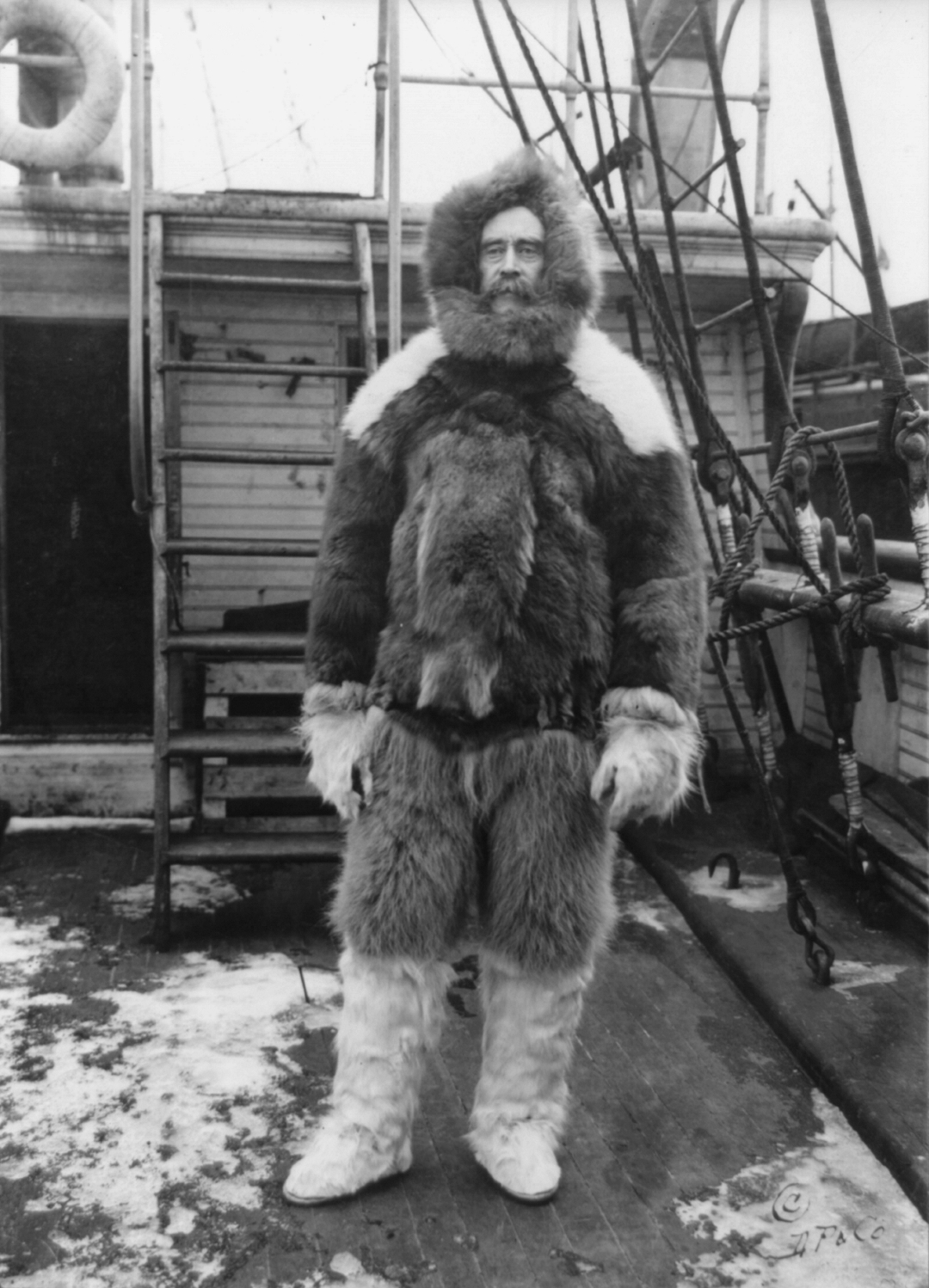
Пірі в ескімоському одязі із руна на палубі «Рузвельта»

Команда, як американці, так і ескімоси, носила хутровий одяг, виготовлений на місці. Але Пірі надавав перевагу привезеній із собою овчині, із якого ескімоські жінки шили американцям одяг за індивідуальним замовленням. Взуття — ескімоське, із тюленячої шкіри з панчохами із заячого хутра, рукавички подвійні: зовнішні — із ведмежої шкіри, внутрішні — зі шкіри оленя.
Пірі використовував санки власної конструкції з дуба, за зразком ескімоських — із суцільними боковинами, але заокруглені спереду і позаду та оснащені сталевими полозами у 2 дюйми шириною. Довжина санок — 13 футів, ширина — 2 фути, висота — 7 дюймів. Вантажопідйомність їх досягала 1200 фунтів (544 кг). В упряжці працювало 8 собак, запряжених по-гренландськи — віялом. Збрую робили із лляної нитки і шнура, вона складалася із двох петель, які сполучались зав'язками на загривку та біля горла . Люди або сиділи на санках, або йшли поряд на лижах.
Пірі принципово відмовився від використання наметів і спальних мішків у походах (під час закладки складів намети все-таки використовувались). На привалах споруджувались снігові іглу розміром 5×8 футів — тримісні — або 8×10 футів — п'ятимісні. Для спорудження іглу потрібна була приблизно 1 година. Їхня перевага в тому, що іглу слугували орієнтирами на місцевості і могли використовуватись для привалів на зворотньому шляху. Люди спали, не роздягаючись, підкладали під себе шкіру вівцебика і накривались оленячою шкірою. Взуття і рукавиці можна було сушити на спиртових плитках. Для приготування їжі служили дві керосинки з подвійним пальником і 4-дюймовим ґнотом. Каструлі мали об'єм 5 галонів (19 л) і під час переїзду слугували кожухами для керосинок. Одна каструля наповнювалась колотим льодом, інша слугувала для приготування їжі. Пірі стверджував, що для розтоплення льоду та приготування чаю потрібно всього 10 хвилин.

### Транспортна стратегія
Стратегія була заснована на так званій «системі Пірі», основними моментами якої були:
1. Корабель експедиції повинен пройти крізь льоди до найпівнічнішої точки на материку, звідки він міг би повернутися назад у наступному році.
2. Під час зимівлі вести інтенсивне полювання, щоб в учасників експедиції завжди був запас свіжого м'яса.
3. Взяти з собою на 60 % більше собак, ніж потрібно.
4. Підібрати працездатних, витривалих і, безумовно, відданих спільній праці людей, серед яких обов'язково повинні бути ескімоси, як найбільш пристосовані до суворих умов Арктики.
5. Попередньо вислати до місця виходу експедиції у санний похід достатньо провіанту, палива, одягу, похідних кухонь та інших предметів спорядження, щоб головна партія змогла дійти до полюса, а додаткові загони — до місця призначення і назад.
6. Ретельно перевірити і випробувати кожен предмет спорядження, переконатися, що він найкращої якості і має мінімальну вагу.
7. Експедиція повинна бути забезпечена найкращим типом саней.
8. Керівник експедиції повинен користуватися абсолютним авторитетом в усіх учасників експедиції, щоб будь-який наказ чітко виконувався.
9. Повернення повинно здійснюватись за тим же маршрутом, за яким йшли на північ, використовуючи прокладений слід і побудовані іглу[31].

Пірі  уже в поході 1905—1906 рр. використав систему допоміжних загонів. Сенс її був таким: відстань від мису Колумбія до полюсу і назад становить близько 900 миль (точніше — по прямій — 413 миль туди і стільки ж назад), тому, на думку Пірі, неможливо взяти з собою все необхідне і провіант (Пірі практикував і вбивство їздових собак з поїданням їх іншими собаками, як це робили норвежці  — Нансен та Амундсен). Тому власне полюсний загін відправлявся у похід без зайвих речей, а його попередники надають один одному їжу і паливо, прокладають слід і будують іглу.  Проміжних загонів було три: Бартлетта (авангард), Борупа та Марвіна — кожний з трьома ескімосами. Завданням   Бартлетта було рухатись за будь-якої погоди і проводити розвідку шляху. Пройшовши ⅔ дистанції, загони передавали найкращих тварин і запаси Пірі та повертались. Кожний загін віз провіант на 50 днів для каюра і собак, резервним джерелом їжі були самі собаки.
В Ета́ (Гренландія) у серпні було взято 246 ескімоських собак, 70 т китового м'яса та 50 моржових туш для їх прогодування. Але китове м'ясо виявилось непридатним для корму, і до 8 листопада 1908 року собак залишилось всього 193, а до 10 листопада довелось пристрелити ще 12 собак. До 25 листопада собак залишилось 160, з яких 10 у поганому стані. 21 грудня пристрелили ще 14 собак. Всього у полі працювали 140 собак, запряжених у 28 нарт. Полюс  досяггли 38 собак, запряжених у 5 санках.

### Наукове обладнання. Методи навігації
Хоча експедиція Пірі не переслідувала власне наукових завдань, але вона проводила географічні виміри, метеорологічні спостереження тощо. Служба Берегової охорони США дала Пірі завдання дослідити припливно-відпливні явища біля південного узбережжя Північного Льодовитого океану, ці виміри проводили  Марвін та Боруп у листопаді 1908 року — під час  полярної ночі. Вимірювання проводились з іглу, побудованого на припаї над припливною тріщиною, із допомогою градуйованого футштока, увіткнутого у морське дно. У результаті з'ясувалось, що припливи біля мису Шерідан не перевищують  1,8 футів, а біля мису Колумбія — 0,8 футів (в Нью-Йорку в середньому — 12 футів).
Пірі хотів виміряти глибину Північного Льодовитого океану на всій дистанції від мису Колумбія до полюсу. Для цього був сконструйований портативний лот, який поміщався на одних нартах. Його маса — 103 фунтів (47 кг); він складався із двох дерев'яних барабанів, на кожен з яких було намотано 1000 морських саженів (1829 м) рояльного дроту. На кінці лоту знаходився невеликий бронзовий ківш — ґрунтозахоплювач. Цей прилад був в авангарді, виміри проводились регулярно — в проталинах, або, коли таких не було, — бурили ополонки. З апаратом могли упоратись двоє людей. Дна так і не вдалося досягти: Пірі не міг знати, що глибина у цих районах Північного Льодовитого океану перевищує 4000 м. Звертають на себе увагу методи визначення свого місцезнаходження, які застосовувались людьми Пірі. Відстань, подолану за день, визначали шляхом обчислення і уточнювалась за висотою сонця. Навігаторів в експедиції було троє: Пірі, Боруп і Марвін. Обчислення проводилось по компасному курсу та одометру, довгота взагалі не визначалась. Оскільки одометри на нерівному льоду вийшли з ладу, подолана відстань розраховувалась тільки за відчуттям людини. Визначення широти в середньому проводилось кожні п'ять переходів на шляху до полюсу. Гляціолог та історик полярних подорожей В. С. Корякін писав із даного приводу:

Основну увагу на зворотньому шляху Пірі зосередив на пошуках передових загонів Бартлетта, Марвіна та інших — їм він довіряв більше, ніж своїм здібностям навігатора. Характерно, що при поверненні Пірі не провів жодної обсервації, хоча б для контролю. 

## Команда
В експедиції брали участь 22 американців та 49 ескімосів — 22 чоловіків, 17 жінок і 10 дітей.

### Американські учасники експедиції

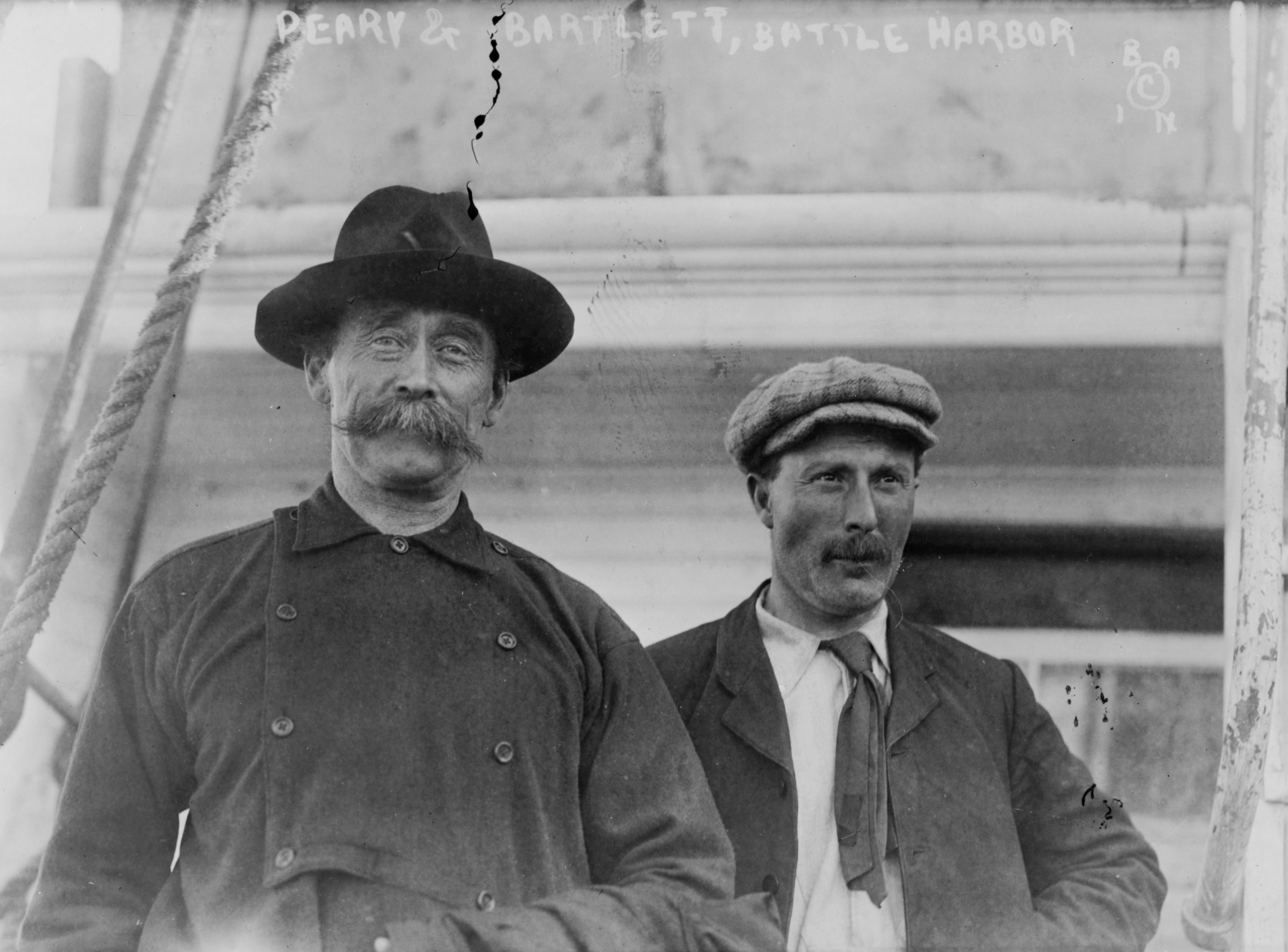
Пірі та Бартлетт на Лабрадорі

#### Учасники санних походів
- Роберт Пірі — керівник експедиції, начальник санної партії, коммандер ВМФ США. До моменту початку експедиції йому виповнилося 52 роки.
- Роберт Бартлетт, уродженець Ньюфаундленда, 33 роки — командир «Рузвельта», начальник допоміжних санних загонів.
- Джон Гудсел (John W. Goodsell), доктор медицини — судовий лікар, член Американського товариства лікарів.
- Метью Генсон[en] (Matthew A. Henson), негр — слуга та помічник Пірі.
- Росс Марвін[en] (Ross G. Marvin) — секретар Пірі, закінчив  Корнелльський університет, за спеціальністю — цивільний інженер.
- Дональд Макміллан[en] (Donald B. MacMillan) — асистент, прийнятий за рекомендацією Берегової служби США, викладач математики Вустерської академії (Массачусетс)[42].
- Джордж Боруп (George Borup) — асистент. Закінчив Єльський університет, служив на Пенсильванській залізниці[42].

#### Команда судна
Інші члени команди були уродженцями  Ньюфаундленда:
- Джордж Вордвел (George A. Wardwell) — головний механік;
- Томас Гаш'ю (Thomas Gushue) — старший помічник;
- Джон Мерфі (John Murphy) — боцман, залишений  в Ета (Гренландія) сторожем на складах для зворотного шляху;
- Бенкс Скотт (Banks Scott) — другий механік;
- Чарльз Персі (Charles Percy) — кок;
- Вільям Прічард (William Pritchard) — юнга, залишений  в Ета (Гренландія) сторожем на складах для зворотного шляху;
- Джон Коннорс (John Connors) — матрос;
- Джон Коді (John Coady) — матрос;
- Джон Барнс (John Barnes) — матрос;
- Денніс Мерфі (Dennis Murphy) — матрос;
- Джордж Персі (George Percy) — матрос;
- Дж. Бентлі (J. Bently) — кочегар;
- Патрік Джойс (Patrick Joyce) — кочегар;
- Патрік Скінс (Patrick Skeans) — кочегар;
- Джон Вайзмен (John Wiseman) — кочегар[44].

### Гренландці, які брали участь в експедиції
Пірі, починаючи з 1891 року, використовував у полярних походах ескімосів як провідників, каюрів, мисливців і чорноробочих. Це були люди племені, яке жило на  мисі Йорк, що нараховувало 220—230 людей. Пірі завжди брав на зимівлю ескімоських жінок — саме вони шили хутряний одяг для санних походів, а також сприяли психологічному розвантаженню у чоловічій команді.  Ескімоських учасників команди Пірі згадує епізодично, тому їх список неповний.  Пірі користувався власною транскрипцією  гренландської мови, яка відрізняється від стандартної датської. У своєму звіті він наводить наступні імена  (курсивом виділені ті, які брали участь у досягненні Північного полюсу):
- Ута (Ootah);
- Егінгва (Egingwah) — брат попереднього;
- Сіглу (Seegloo);
- Укеа (Ooqueah) — на момент початку експедиції йому було 20 років[46]. Пірі порівнював його з лицарем і особливо підкреслював, що він пішов на Північний полюс, щоб гонораром за похід і славою підкорити серце своєї коханої на мисі  Йорк[47];
- Алета (Aletah);
- Ублуя (Ooblooyah);
- Інігіто (Inighito);
- Куксва Інігіто (Cookswah Inighito);
- Вешаркупсі (Wesharpkoopsie);
- Кешунгва (Keshungwah);
- Кулатуна (Koolatoonah);
- Онвагіпсу (Onwagipsoo);
- Карко (Karko);
- Кьюта (Kyutah);
- Тоутінгва (Tawchingwah);
- Арко (Arko);
- Пінгахсу (Pingahshoo) — хлопчик  12 років;
- Кудлукту (Kudlooktoo) — у 1926 році стане відомо, що він був причетний до вбивства  Марвіна;
- Пуадлуна (Pooadloonah) — брат Егінгви та Ути, дезертирував після відмови Пірі взяти його на полюс;
- Панікпа (Panikpah) — дезертирував після початку роботи санних загонів;
- Кудла, на прізвисько «Харріган» (Kudlah «Harrigan») — родич Кудлукту, оголосив, що Марвін затонув.

У звіті експедиції згадуються наступні ескімоські жінки:
- Атета (Ahtetah);
- Тукума (Tookoomah) — дружина Егінгви;
- Акатінгва (Akatingwah) — народила хлопчика на борту «Рузвельта» 8 березня 1909 року;
- «Місс Білл» (Miss Bill, туземне ім'я не згадується);
- Іналу (Inahloo);
- Алная (Alnayah) на прізвисько «Веселунка» (Buster)[48].

## Хід експедиції
Примітка: Подійна сторона експедиції описана за звітом Пірі, який є єдиним джерелом фактичної інформації.

### Шлях до Арктики

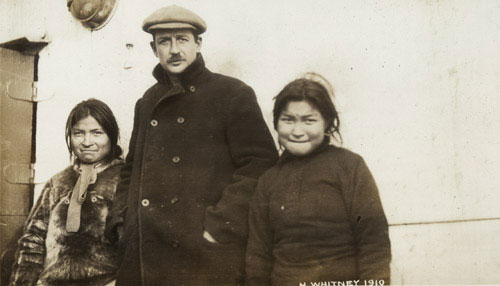
Гаррі Вітні з двома ескімосками. Фото 1910 року

6 липня 1908 року о 13:00 за часом Східного узбережжя  «Рузвельт» залишає Нью-Йорк, відшвартувавшись від пірсу Східної  24-ї вулиці. Самого Пірі на борту не було: він був запрошений на прийом до президента 7 липня, а судно повинно було іти   в Нью-Бедфорд за шлюпками і запасними частинами. Пірі зійшов на борт свого корабля тільки  в Сідні, який експедиція залишила 17 липня. За словами Пірі, це було найближче до Арктики місце, де можна було запастись вугіллям. Північне полярне коло перетнули 26 липня, а 1 серпня прибули в Гренландію — на мис Йорк. Тут було куплено близько 100 собак і прийнято на борт кілька ескімоських родин. Далі «Рузвельт» і судно спорядження  «Ерік» (ним командував Сем Бартлетт — дядя капітана «Рузвельта») йшли вздовж узбережжя Гренландії, вербуючи ескімосів і закупляючи собак.  11 серпня судна прибули в Ета. На  «Рузвельт» було додатково навантажено 300 т вугілля і 50 т моржового м'яса. Тут також був влаштований склад для зворотнього шляху, у який заклали 50 т вугілля. Строжувати залишили боцмана Мерфі та юнгу Прічарда, з якими залишився мисливець Гаррі Вітні, який прибув на  «Еріку».
В Ета Пірі отримав звістку від  Ф. Кука, зустрівшись з учасником його експедиції — стюардом Рудольфом Франке. Він був відправлений Пірі в США: лікар виявив у нього цингу. 18 серпня «Рузвельт» пішов на північ — треба було подолати ще 350 миль льодових полів до мису Шерідан. На борту судна було 69 людей і 246 собак, собаки та ескімоси були на верхній палубі. Погода спочатку була сприятливою: 22 серпня вдалось пройти  100 миль по чистій воді. Далі «Рузвельт» зіткнувся з айсбергами і постійними штормами, декілька разів судно затискали льоди, 29 серпня сіло на мілину, але мису Шерідан вдалося досягнути 4 вересня 1908 року.  Пірі писав, що вони з  Бартлеттом останні 13 днів плавання спали, не роздягаючись, готові до будь-яких несподівано.
На березі о. Елсмір був влаштований зимовий склад, названий на честь президента Арктичного клуба і Географічного товариства Хаббарділлом. Туди були звезені шлюпки, а із пакувальної тари побудували три будинки, які можна було використати як майстерні.  Команда залишалась у своїх кубриках і каютах. Для ескімосів на верхній палубі «Рузвельта» спорудили дерев'яні загородки, розділені на сімейні куточки.

### Зимівля

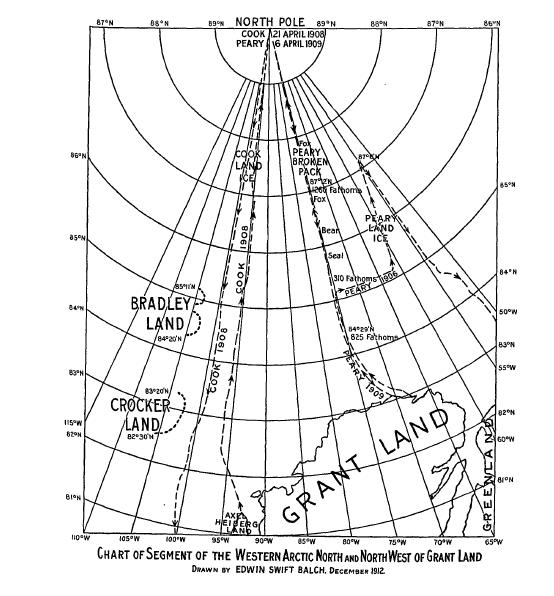
Схема маршрутів Пірі та Кука. Із книги Edwin Swift Balch. The North Pole and Bradley Land. N. Y., 1913. P. 83. «Землею Гранта» на той час називалась північна частина о. Елсмір

Уже 16 вересня  Боруп, Марвін та Гудсел відбули з 200 собаками і 13 ескімосами на 16 санках для закладки складів на мисі Белнап. 18 вересня виступив другий загін, який повинен був доправити 56 ящиків пеммікану на мис Річардсон, а звідти відвезти сухарі на мис Белнап. Загони повернулись 19-го, а вже 21 відбули закладати склади собачого корму — 6600 фунтів м'яса (3 т) у складі в  22 нарт і 19 ескімосів. 28 вересня Боруп відбув прямо на мис Колумбія. 
| Я не займався фізичними тренуваннями, тому що не бачив у цьому великої користі. До цих пір моє тіло завжди підкорялось моїй волі, які б вимоги я йому не ставив. Протягом зими я переважно займався удосконаленням спорядження і математичними розрахунками фунтів продуктів харчування та миль пройденого шляху. Саме відсутність продуктів змусила нас повернутися назад з 87° 06′ північної широти. Голод, а не холод — дракон, який стоїть на сторожі арктичного «золото Рейна». |

Полярна ніч розпочалася 1 листопада. Цього дня на судні був уведений зимовий режим: підняття о 8:00, сніданок о 9:00, обід о 14:00 (двічі на добу харчувалися експедиціонери). Склянки відбивались двічі: із 22:00 ескімосам заборонялось шуміти, сигнал для гасіння вогнів подавався о 24:00. Раціон у членів судової команди та оточення Пірі був різним, ескімоси самі собі готували. . Закладання складів продовжувалась, але було з'ясовано, що в іглу не можна користуватися спиртовими лампами і плитами, оскільки в ескімосів систематично відбувалася алкогольна інтоксикація від продуктів горіння. 7 листопада Макміллан на місяць відбув на мис Колумбія для спостережень за припливами. З ним був  матрос Барнс та ескімоси  Егінгва та Інігіто з дружинами.
11 листопада спостерігалась параселена — подвійне гало та 8 псевдомісяців на південній стороні небосхилу. Вночі 12 листопада розпочалося найсильніше льодове стиснення, за 20 футів (6 м) від корабля утворилися  тороси, висота яких сягала 30 футів. Команду довелось швидко евакуювати на лід. Температура тієї ночі сягала  −20 °F (близько −30 °C). Того дня постраждав Марвін  — його іглу, побудоване над припливною тріщиною, розпалося на дві частини.
Після святкування Різдва, 29 грудня  Марвін і Бартлетт відбули до гренландського узбережжя з 9 ескімосами і 54 собаками — їхнім завданням було полювання. Загони Гудсела і Борупа, які відбули 30 грудня із тим же завданням, вирушили на о. Елсмір до мису Маркхема та озера Хейзен, таким чином, утворилось захоплення території на 90 миль у всіх напрямках від місця зимівлі. Великих успіхів мисливці не досягли, тільки Гудсел уполював 83 зайців, і то тому, що вони не боялись людей — мисливці забивали їх прикладами по голові.

### Похід до полюсу
Першим відбув загін  Бартлетта — 15 лютого, ще в умовах полярної ночі, освітлюючи собі шлях гасовими ліхтарями. Пірі вийшов 22 лютого — у день народження   Джорджа Вашингтона — з двома ескімосами на двох нартах, запряжених 16 собаками. Цього дня сонце зійшло о   10:00. У дорозі на той час були 7 американців, 19 ескімосів і 140 собак, запряжених у  28 нарт. На мисі Колумбія собак залишилось тільки  133. 5 березня відійшовши від мису Колумбія всього  на 45 миль, Пірі був зупинений відкритими проталинами. які не дозволяли йти вперед протягом 5 днів. 11 березня проталини затяглися за температури  −45 °F (−43 °C), але люди змогли пройти 12 миль. 13 березня вночі температура знизилася  до −55 °F (−48 °C), того ж дня Пірі зустрівся із загоном Гудсела і звелів йому йти назад. Загін МакМіллана відбув 15 березня, у Пірі тепер було 16 людей, 12 нарт і 100 собак. У ці дні експедиціонери перетнули широку смугу торосів. Температура до 19 березня трималась на рівні   −50 °F (−45 °C).
| Під час нашого останнього походу було так холодно, що коньяк замерзав, гас ставав білим і в'язким, а собак було ледь видно за парою від їхнього дихання. Необхідність будувати щоночі тісні та незручні снігові будинки, а також холодні ліжка, на яких нам доводилось спати уривками стільки, скільки дозволяли обставини нашої небезпечної справи, — це вже дрібниці, про які можна і не згадувати, порівнюючи їх зі справжніми труднощами. |

Тільки 22 березня вперше була визначена широта. Спостереження показали 85° 48’ пн. ш. Вимірювання проводились за  температури −40 °F (−40 °C), але таблиці, які мав Пірі, містили похибки до значень  −10 °F (−23 °C). 25 березня Пірі наздогнав авангард Бартлетта (там знаходився і Хенсон). Марвін визначив  широту, отримавши 86° 38’ пн. ш. важкі переходи розпочались із 27 березня: лід дуже скрес, санки вимагали ремонту. Але льодова пустеля не була пусткою: того дня Пірі помітив двох песців — за 240 миль від найближчої землі! 29 березня Бартлетт намагався виміряти глибину моря, спустив  1260 сажнів дроту, але дна не дістав.
30 березня Бартлетта відправили на базу. У полюсний загін увійшли: Пірі з ескімосами Егінгва, Сіглу та Хенсон з ескімосами   Ута і Укеа. У них було 5 нарт і 40 найкращих собак, які витримали полярну дистанцію. Провіанту і палива вони мали на 40 днів. 1 квітня Пірі провалився крізь лід, але не постраждав: міцна  овчина не пропустила води, яка замерзла ззовні. Температура трималась на рівні −25 °F (−31 °C), погода увесь час була тиха і ясна.
Північний полюс був досягнутий, за словами Пірі, о 10:00 6 квітня 1909 року. Астрономічні спостереження проводились о 18:00 6 квітня і о  06:00 7 квітня, виходячи з того, що знаходяться на мисі Колумбія Колумбия. Пірі думав, що похибка його інструментів не перевищує  10 миль. Перед поверненням Пірі провів церемонію і зробив фото чотирьох ескімосів з прапорами  руках. На полюсі загін Пірі пробув 30 годин.
8 квітня при черговій спробі виміряти глибину океану дріт обірвався, і лот був втрачений. Барабани викинули, щоб зменшити вагу вантажу  Укеа, який віз лот на своїх нартах. Протягом усього часу безперервно слабли собаки — їхній денний раціон становив усього 1 фунт пеммікану, — ескімоси вживали загиблих собак у вареному вигляді  (Пірі та  Хенсон не могли їсти таку їжу); до 19 квітня собак залишилось тільки 30.

Мене часто запитують, чи голодували ми під час санного маршу. Мені важко дати відповідь на дане питання. Вранці та увечері ми їли пеммікан, сухарі, пили чай… Якби ми їли більше, нам би не вистачило продуктів. Я особисто з моменту сходження з корабля втратив 25 фунтів (11,3 кг) ваги.

### Повернення
Пірі, за власними словами, дістався мису Колумбія 23 квітня, подолавши  826 миль шляху (1 530 км) за 53 днів (у тому числі 37 днів пішло на шлях до полюсу) та зробивши 43 переходи. Відстань у 90 миль до «Рузвельта» загін Пірі подолав за 2 дні. За час відсутності Пірі МакМіллан і Боруп відбули до мису Джесеп у Гренландії, де 10 днів вивчали припливи та відпливи, а також уполювали 52 вівцебиків. На судно вони повернулись 31 травня (В. С. Корякін висловив думку про те, що вони повинні були підстрахувати Пірі, якби його, як і у 1906 році, винесло на узбережжя Гренландії). Настала літня погода, інтенсивно танув сніг, із 18 травня на «Рузвельті» був розведений пар. Далі МакМіллан дослідив затоку Леді Франклін, де знайшов склади експедиції  Грілі 1881—1884 років, до речі овочеві консерви, кукурудза, картопля, чай і кава були цілком придатні для їжі.
16 червня над місцем швартування «Рузвельта» пройшов дощ, але тільки 18 липня експедиція розпочала шлях на південь. Було вирішено не триматися берега, а відразу йти у льодові поля. До мису Сабін Пірі прибув 8 серпня, де й отримав звістку, що Ф. Кук начебто випередив його на рік. В Ета «Рузвельт» був 17 серпня, де від Гаррі Вітні можна було отримати нову інформацію про  Ф. Кука (сам Кук пізніше стверджував, що залишив Уітні результати своїх спостережень та навігаційні інструменти). Одночасно було розгорнуте полювання на моржів, яких здобули 70 голів — це був гонорар ескімосам, що працювали в експедиції. Учасники полярного походу отримали шлюпки, рушниці, боєприпаси та ін. На «Рузвельті» їх доправили до родових стійбищ.
Отримавши деталі про експедицію Кука від Г. Уітні, Пірі та Боруп допитали супроводжуючих  Кука ескімосів Авелу та  Етукішука; цей епізод в офіційному звіті Пірі відсутній.  Дізнання проводив  Боруп, який, погано володіючи  гренландською мовою, будував запитання так, щоб ескімоси давали однозначну відповідь  «так» або «ні». Цікаво, що він вів протокол допиту, який згодом був надрукований. На думку В. С. Корякіна, Пірі цікавило, чи використовував Кук його систему і яка ескімоська топоніміка о. Елсмір і Північної Гренландії. Ці дані пізніше були використані під час судового процесу  проти Ф. Кука.
Мис Йорк Пірі залишив 26 серпня, але тільки 5 вересня був в Індіан-Харбор (Лабрадор), де було відгалуження телеграфного кабелю. 21 вересня  «Рузвельт» повернувся у Сідні.

### Доля Марвіна
Пірі дізнався про загибель Марвіна, коли прибув на «Рузвельт»  (10 квітня за 45 миль від мису Колумбія). За повідомленням помічників-ескімосів Марвін начебто утопився. Ймовірно, Пірі не дуже повірив у версію про утоплення, тому що у звіті про експедицію писав, що «подробиці трагічної загибелі Марвіна назавжди залишаться вкритими темрявою невідомості». Справжні причини смерті Марвіна були відомі тільки його супутникам-ескімосам, ці причини міг з'ясувати їхній співвітчизник  — Кнуд Расмуссен, але у нього не було підстав дати справі хід. Тільки у 1950-ті роки розслідування загибелі Марвіна розпочав французький етнограф Жан Маллорі, який з'ясував, що внаслідок сварки вимучених переходами ескімосів і Марвіна, який ніколи не зупинявся перед рукоприкладством, його вбили і кинули тіло в проталину. Характерно, що Пірі не захотів проводити розслідування.

## Після повернення

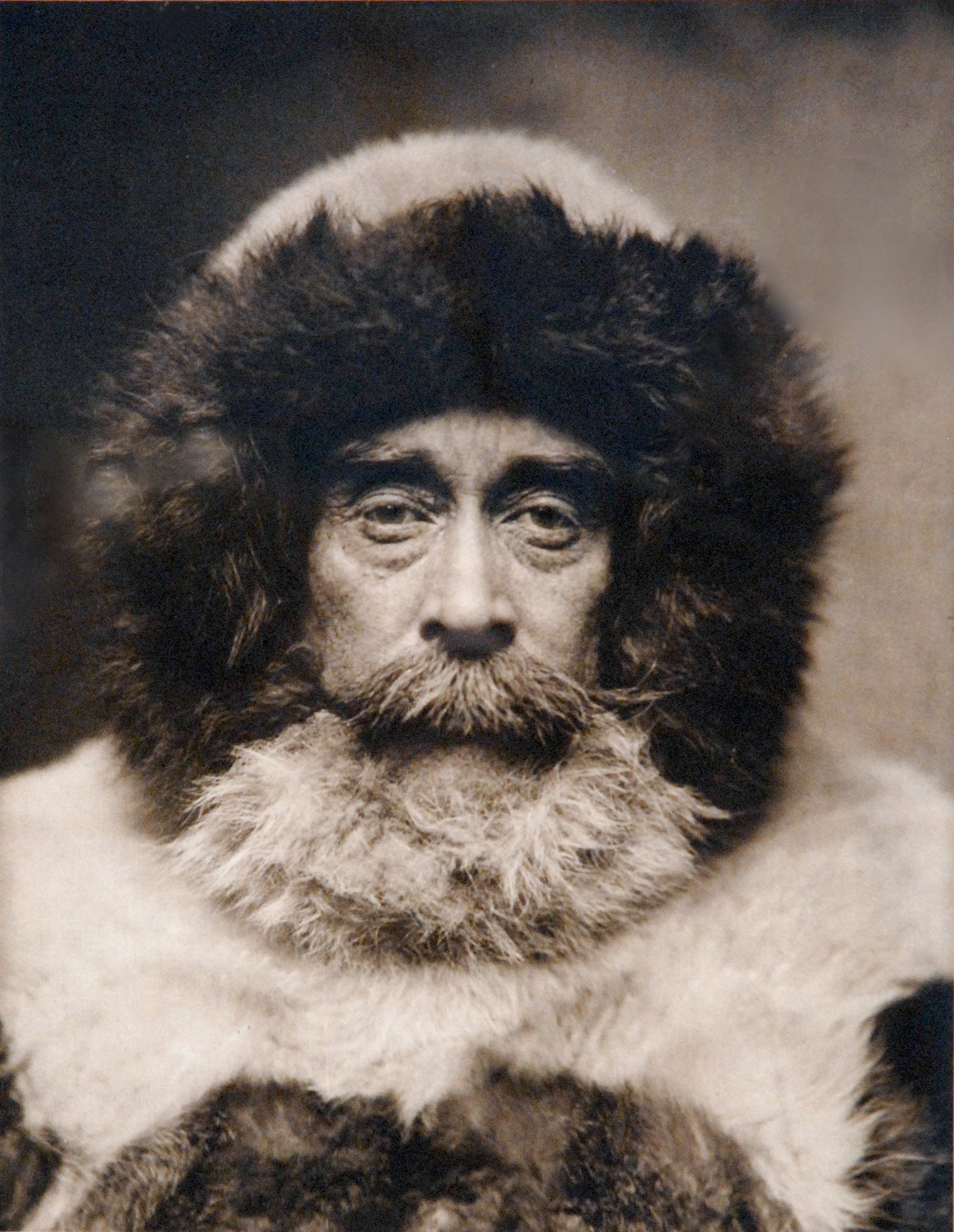
Пірі у 1909 році, після повернення з Північного полюсу

На думку Т. Райта, тільки на Лабрадорі Пірі дізнався про подробиці експедиції  Кука, ймовірно, від капітана китобійного судна «Морнінг», який зустрічався з  Куком у Гренландії. 8 вересня Пірі надіслав у  Нью-Йорк телеграму наступного змісту:
| Вбив зірки і смуги у Північний полюс. Помилки не може бути. |

Арктичний клуб озвучив свою позицію по відношенню до Ф. Кука 13 жовтня 1909 року у статтях, надрукованих багатьма періодичними виданнями. Але розгляд справи затягнувся і це привело Пірі до звернення у  Конгрес США. Спеціальним актом Конгресу від 30 березня 1911 року йому була винесена подяка, а також йому призначили  пенсіон (6000 доларів на рік) та присвоїли звання контр-адмірала. Він став переможцем в очах суспільної думки, отримав 40 000 доларів премії за підкорення Північного полюсу за заповітом  М. Джесупа. Ще у 1910 році Королівське географічне товариство нагородило Пірі Золотою медаллю і визнало його першовідкривачем полюса.
За результатами експедиції Пірі видав дві книги: «Північний полюс» (1910, переклади на російську мову  1935, 1948, 1972; перевидання 1976, 1981, 2009 и 2010 рр.) та  «Секрети полярних подорожей» (1917). Передмову до «Північного  полюсу» написав Теодор Рузвельт.  Особисті щоденники Пірі були заборонені для дослідників до 1986 року.

## Сучасні оцінки та контрверсії

### Позиція У. Герберта
Якщо дискусії Пірі та Кука у першій половині XX ст. не викликали сумнівів у репутації Пірі, то наприкінці XX ст. — на початку XXI ст. після реабілітації Кука почали виникати сумніви у правдивості повідомлень самого Пірі. Першим, хто відверто засумнівався у досягненнях Пірі став відомий британський полярник сер Уоллі Герберт, який у  1968—1969 роках перетнув на чотирьох упряжках за 476 днів всю Арктику від мису Барроу до Шпіцбергена і дійшов до Північного полюсу 6 квітня 1969 року  — у 60-у річницю підкорення полюсу Пірі. У своїй книзі  «Пішки через Льодовитий океан» Герберт писав, що Пірі на шляху до полюсу долав у середньому  34 милі за день, а на зворотному шляху — 46 миль. При цьому на подолання перешкод витрачалось тільки 10 % часу, хоча у попередніх походах цей показник був на рівні 25 %. його безпосередній попередник мандрівник Умберто Каньї у середньому проходив не більше  6,3 миль за день, а його найкращий перехід дорівнював  21,2 милям.
Пізніше Національне географічне товариство США замовило полярнику біографію Пірі. Книга була видана у 1989 році (The Noose of Laurels, «Лавровий аркан») і викликала до певної міри скандал, оскільки  Герберт, ґрунтуючись на власному експедиційному досвіді і матеріалах Пірі, прийшов до висновку, що він не міг досягнути Північного полюса і сфальсифікував матеріали вимірювань. За Гелбертом, Пірі не дійшов приблизно  50 миль (80 км). Висновки  Герберта зараз набувають все більше прихильників. Дану точку зору підтримували відомий історик Канади П'ер Бертон та популяризатор  науки Брюс Хендерсон.
У 1996 році Роберт М. Брюс видав працю  «Кук і Пірі: закінчення полярної дискусії». Його висновок: ні Кук, ні Пірі не досягали полюса. Останньому залишалось пройти ще  160 км до мети.

### Моделювання експедиції Пірі у 2005 році
У 2005 році британський мандрівник  Томас Ейвері змоделював експедицію Пірі, користуючись тим же спорядженням та ескімоськими собаками. Рухаючись від мису Колумбія, він досягнув Північного полюсу, подолавши 765 км (413 морських миль) за 36 днів 22 години, і навіть випередив графік Пірі на 5 годин. Але на зворотньому шляху команда повернулася літаком. Цій подорожі була присвячена книга  To The End Of The Earth («До краю Землі», надрукована у 2009 році). Однак критики стверджують, що подорож Ейвері тільки ускладнює ситуацію зі спадком Пірі, а не встановлює істину. Проблема в тому, що Ейвері не вдалося досягти швидкостей, описаних Пірі, максимально пройдена за день відстань не перевищувала  70 км. При цьому Ейвері втрачав близько  11 км за добу за рахунок південного дрейфу льоду і на додачу не мав 5-денної затримки, як у Пірі.

### Думка В.С.Корякіна
Відомий російський гляціолог та історик полярних досліджень  В. С. Корякін у 2002 році надрукував біографію Ф. Кука, у якій доводив його пріоритет у полярній гонці. Але дослідник не ставив під сумнів, що Пірі також досягнув Полярного полюса. Він знаходить пояснення темпам пересування Пірі за допомогою дрейфуючого льоду: на фінішну пряму його виводив досвідчений штурман  Р. Бартлетт, після того, як відійшов капітанський загін у Пірі було 38 собак для ривка на 133 милі (250 км), а вантаж не перевищував  200 кг, отже, була відмінність між звичайним навантаженням їздової собаки (до 40 кг) і фактичним. На думку дослідника, це було свого роду шоу з метою доведення переваги «системи Пірі», а фактично Пірі підкорив  полюс зі значно меншими витратами сил і засобів.